# Robert Swinhoe
Robert Swinhoe (Calcuta, 1 de septiembre de 1836 - Londres, 28 de octubre de 1877) fue un naturalista británico.
Fue cónsul de su Majestad en China de 1854 a 1873. Jugó un rol considerable en la investigación de la fauna china, particularmente de aves, entonces largamente desconocida.

## Biografía
Su familia se instala por varias generaciones en India. Realiza sus estudios en el King's College de Londres en 1852, y luego en la Universidad de Londres al año siguiente. El origen de su interés por la historia natural se desconoce; toma varios cursos formativos en Zoología durante sus años universitarios.
En 1854 se engancha en el cuerpo consular enviado a China, luego de ser oposicionado con otro cuatro candidatos para ese puesto. Antes de partir a Hong Kong, deposita en el British Museum una pequeña colección de huevos y de nidos de aves.
En 1855 se ubica en el remoto puerto de Amoy, a 550 km al noreste de Hong Kong. Mientras permanece en esa región, aprende perfectamente el oficial mandarín y el local dialecto Hokkien (Min Nan), e inicia un detallado y autorizado estudio de la ornitología del este de China.
Estos primeros cónsules británicos de la región se interesaban sinceramente sobre la cultura china, convirtiéndose en pioneros en ese dominio. De tal intensidad era la ignorancia de Occidente sobre China, que los diplomáticos recibían cargos de misiones científicas, especialmente geográficas. Si de Geología y de Botánica había poco, el conocimiento en Zoología era aún muy pobre. Antes del arribo de Robert Swinhoe, las observaciones zoológicas habían sido azarosas y sin gran coordinación. Así, ser diplomático en China daba grandes perspectivas como naturalista, pudiendo acceder a regiones completamente inexploradas por los científicos occidentales.
Durante los diecinueve años que dura su acción, reúne una vastísima colección y describe una nueva especie de aves por mes. Y se publican sus descripciones en la obra de John Gould, Birds of Asia en 1863.
Aunque su centro de interés principal era la ornitología, también identifica y nombra numerosas otras especies de mamíferos, peces, insectos, plantas.
Durante su primer año en Asia, que pasa en Hong Kong, Swinhoe reencuentra a William Heine, miembro de la expedición estadounidense Perry al Japón. Heine le informa de dificultades para recolectar aves del Mar de China, creyendo que los chinos son responsables de esta escasez por intensas cazas.
Mas Swinhoe remarca en 1862 que en realidad son los nativos de Macao y los portugueses que, jóvenes o viejos, todos los días armados, matan cada ave que aparece.
Swinhoe muestra un talento considerable en aprender el idioma chino. Así, en 1855, es transferido a Xiamen, a 560 km al norte de Hong Kong, nombrado segundo teniente. Esa región, bien lejos de fusiles de cazadores europeos, es una región ideal para estudio de la fauna. En un año, obtiene una colección de más de una centena de especies, esencialmente de aves y de mamíferos. Siete años más tarde, publica en The Ibis, The Ornithology of Amoy, logrando los elogios del director de la publicación, Philip Lutley Sclater (1829-1913). Swinhoe describe 174 especies con 17 nuevas para la ciencia. En ese momento intercambia mucha correspondencia con Edward Blyth (1810-1873), que realiza un trabajo similar en India.
En 1860, acompaña, como intérprete, al ejército aliado al norte de China, que le permite hacer pública dos listas de 183 especies en cuatro escritos.
A finales de 1860, es vicecónsul de Taiwán, isla que había tenido ocasión de visitar varios años atrás. Contribuye notablemente al desarrollo de la producción de té.
En 1862, su salud quebrantada lo obliga a ir a Londres. Presenta las nuevas especies en una reunión de la Société zoologique de Londres y de John Gould (1804-1881) con las ilustraciones para sus Birds of Asia. Sus días londinenses transcurren con mucha labor por numerosas conferencias y encuentros con naturalistas interesados en la fauna asiática. Swinhoe va a publicar una docena de artículos, los más importantes son las listas de especies de Asia:
- A Catalogue of Birds of China (más de 500 especies)
- The Ornithology of Formosa or Taiwan (201 especies)

Antes de volver a su puesto en Taiwán, es nombrado miembro de la "Sociedad Zoológica de Londres", de la Royal Geographical Society y de la Ethnological Society of London.
En 1864 arriba a Taiwán, y al año siguiente es primer cónsul. Continúa trabajando en la fauna china, y por su reputación consigue establecer un grupo de colectores. Así, el padre lazarista Armand David (1826-1900) que arriba a China en 1862. Swinhoe planea para que Taïwan devenga una posesión británica.
En 1866, parte a Xiamen como cónsul, en función de asegurar el cargo de cónsul de Taiwán.
En 1868, recibe la misión de reunir cuatro especímenes del raro ciervo Elaphurus davidianus, descubierto poco antes. Dos especímenes mueren de desnutrición mas Swinhoe logra salvar los otros dos y los envía a Londres. Serán los ancestros de la manada que permitió salvar la especie.
En 1869, participa de una expedición para evaluar la navegabilidad del Yangzi Jiang, lo que le va a permitir descubrir nuevas especies.
Swinhoe regresa brevemente a Inglaterra y luego va a EE. UU., pero debe retornar como cónsul a Ningbo en mayo de 1871.
Continua sus observaciones y descubre dos nuevas especies de faisán.
En 1875 definitivamente abandona China por su salud y emprende su retiro. No abandona sus investigaciones, y sigue recibiendo especímenes de sus contactos asiáticos.
En 1876, es designado miembro de la Royal Society. Algunos días de la aparición de su último artículo, fallece con solamente cuarentiun años.
Swinhoe publicó más de ciento veinte publicaciones geográpficas y zoológicas. Muy elogiado por Alfred Russel Wallace (1823-1913) que remarca la importancia de sus descubrimientos, aunque su obra fue muy cuestionada por comentadores tanto japoneses como occidentales. Cometió varios errores en sus reconocimientos de especies, sin duda a causa de la rareza de ciertos entre ellos. Swinhoe es igualmente considerado uno de los actores del imperialismo occidental en esa región.
Su hermano fue el coronel Charles Swinhoe (1836-1923), un miembro fundador de la "Sociedad de Historia Natural de Bombay".

## Otras obras publicadas
- Swinhoe, R. (1863). Notes on the Island of Formosa. London: F. Bell. OCLC 31834495. OL 21819253M.

- Swinhoe, R. (1864). «Notes on the Island of Formosa». Journal of the Royal Geographical Society of London 34 (2): 6-18. JSTOR 1798463.

- Swinhoe, R. (1865). «Additional Notes on Formosa». Proceedings of the Royal Geographical Society of London 10 (3): 122-128. JSTOR 1799660.

## Fuente
- Philip B. Hall (1987). Robert Swinhoe (1836-1877), FRS, FRZ, FRGS : A Victorian Naturalist in Treaty Port China. The Geographical Journal, 153 (1) : 37-47.

- La abreviatura «Swinhoe» se emplea para indicar a Robert Swinhoe como autoridad en la descripción y clasificación científica de los vegetales.[4]

## Abreviatura (zoología)
La abreviatura Swinhoe  se emplea para indicar a Robert Swinhoe como autoridad en la descripción y taxonomía en zoología.